# 宮崎県道341号宮崎港宮崎停車場線
宮崎県道341号宮崎港宮崎停車場線（みやざきけんどう341ごう みやざきこうみやざきていしゃじょうせん）は、宮崎県宮崎市を通る一般県道である。

## 概要
宮崎市大字田吉から宮崎市錦町に至る。
なお、1969年（昭和44年）に宮崎港が対岸の一ツ葉入り江に移設したため、当路線は現在の宮崎港付近を通過しない。

### 路線データ
- 起点：宮崎市大字田吉
- 終点：宮崎市錦町（宮崎駅交差点、宮崎県道25号宮崎停車場線交点）
- 総延長：4.8 km

## 歴史
- 1967年（昭和42年）3月28日 - 宮崎県告示第223号[1]により路線認定される。認定時の路線番号は153。

## 路線状況

### 通称
- 城ヶ崎通り・内環状線（城ヶ崎交差点 - 大淀大橋南交差点）
- 南駅通り（大淀大橋南交差点 - 大淀大橋南端）
- 老松通り（大淀大橋北端 - 宮崎駅交差点）

### 道路施設

#### 橋梁
- 大淀大橋（大淀川、宮崎市）

## 地理

### 通過する自治体
- 宮崎市

### 交差する道路
| 交差する道路                          | 交差する場所 | 交差する場所        |
| ------------------------------------- | ------------ | ------------------- |
| 宮崎県道337号城ヶ崎清武線             | 城ケ崎4丁目  | 城ヶ崎交差点        |
| 宮崎県道11号宮崎島之内線 / 旭通り     | 瀬頭1丁目    | 瀬頭交差点          |
| 宮崎県道25号宮崎停車場線 / 高千穂通り | 錦町         | 宮崎駅交差点 / 終点 |

### 交差する鉄道
- 日豊本線（立体交差）

### 沿線
- 宮崎港
- 宮崎地方検察庁
- 宮崎簡易裁判所
- 福岡高等裁判所宮崎支部
- 宮崎市立恒久小学校
- 大淀川市民緑地運動施設田吉コート
- 宮崎太陽銀行本店
- 鹿児島銀行宮崎支店
- 九州保健福祉大学総合医療専門学校
- 南九州大学短期大学部女子硬式野球部室内練習場
- JR九州日豊本線・日南線 宮崎駅